# 黄文旸
黄文旸（1736年—?），字时若、又字秋平，号甘泉人，江苏甘泉人。

## 生平
生於乾隆丙辰元年（1736年）。早年為诸生。精於音律，乾隆时，受两淮盐政伊龄阿之聘，曾任两淮盐运使所设扬州戏曲总局总裁。著《埽垢山房诗钞》（孔宪增序，其父衍圣公孔昭焕；阮元序）、《隐怪丛书》、《古泉考》八卷，辑《曲海》二十卷等書。